# Назаретян Амаяк Маркарович
Амаяк Маркарович Назаретян (29 листопада 1889, місто Тифліс, тепер Тбілісі, Грузія — розстріляний 30 жовтня 1937, місто Москва, Російська Федерація) — радянський партійний діяч, голова Закавказької крайової контрольної комісії ВКП(б), народний комісар робітничо-селянської інспекції ЗРФСР, 2-й секретар Закавказького крайового комітету РКП(б), помічник секретаря ЦК РКП(б) Йосипа Сталіна. Член Центральної контрольної комісії ВКП(б) у 1924—1934 роках, кандидат у члени Президії ЦКК ВКП(б) у 1924—1926 роках, член Президії ЦКК ВКП(б) у 1926—1934 роках. Член Комісії радянського контролю при РНК СРСР у 1934—1937 роках.

## Життєпис
Народився у вірменській родині купця 2-ї гільдії та кравчині.
Член РСДРП з жовтня 1905 року.
З жовтня 1905 по травень 1909 року — учень гімназії, на підпільній партійній роботі в Тифлісі.
У 1909 році закінчив Третю чоловічу гімназію в Тифлісі.
У серпні 1909 — січні 1911 року — студент юридичного факультету Санкт-Петербурзького університету.
У січні 1911 року заарештований за революційну діяльність, засуджений до адміністративного заслання в Тифлісі, перебував у пересильних в'язницях Санкт-Петербурга, Москви, Козлова, Ростова-на-Дону. З квітня по серпень 1911 року працював репетитором, був під наглядом поліції в Тифлісі.
У серпні 1911 — серпні 1911 року — в еміграції в місті Женеві (Швейцарія), секретар емігрантської каси соціал-демократичної групи. У 1913 році амністований, повернувся до Санкт-Петербурга.
У вересні 1913 — травні 1916 року — студент юридичного факультету Санкт-Петербурзького (Петроградського) університету.
У червні 1916 — березні 1918 року — секретар господарського бюро, голова комітету робітників і службовців Кавказького відділення Всеросійського союзу міст; редактор газети «Кавказский рабочий». З квітня 1917 року — член Тифліського комітету РСДРП(б), із жовтня 1917 року — член Кавказького крайового комітету РСДРП(б) у Тифлісі.
У червні 1918 — лютому 1919 року — народний комісар праці та соціального забезпечення Терської радянської республіки і заступник голови Ради народних комісарів Терської радянської республіки у Владикавказі. З жовтня 1918 року — член Терської обласної мобілізаційної комісії Ради оборони Північного Кавказу.
З лютого 1919 по квітень 1920 року — на підпільній роботі в аулах Інгушетії, член президії Кавказького крайового комітету ЦК РКП(б) у Тифлісі, висланий владою незалежної Грузії за кордони країни.
З травня по вересень 1920 року — секретар Кавказького крайового комітету РКП(б) у П'ятигорську та Армавірі, з вересня 1920 по березень 1921 року — секретар Кавказького крайового комітету РКП(б) у Ростові-на-Дону. З 25 травня 1920 по 21 березня 1921 року — член Кавказького бюро ЦК РКП(б), із 3 серпня 1920 по 21 березня 1921 року — член президії Кавказького бюро ЦК РКП(б).
У травні 1921 — березні 1922 року — секретар ЦК КП(б) Грузії, народний секретар юстиції Революційного комітету Грузії, народний комісар фінансів Революційного комітету Грузії.
Одночасно, 22 серпня 1921 — 18 лютого 1922 року — член Кавказького бюро ЦК РКП(б). 3 листопада 1921 — 18 лютого 1922 року — відповідальний секретар Кавказького бюро ЦК РКП(б).
У березні 1922 — березні 1924 року — помічник секретаря ЦК РКП(б) Йосипа Сталіна та завідувач Бюро Секретаріату ЦК РКП(б).
У листопаді 1923 — січні 1924 року — редактор відділу партійного життя редакції газети «Правда».
У березні 1924 — 10 січня 1928 року — 2-й секретар Закавказького крайового комітету РКП(б) (ВКП(б)).
Одночасно в травні 1924 — 9 червня 1927 року — голова Закавказької крайової контрольної комісії РКП(б) (ВКП(б)) — народний комісар робітничо-селянської інспекції Закавказької РФСР.
У січні 1928 — 18 травня 1930 року — голова Закавказької крайової контрольної комісії ВКП(б) — народний комісар робітничо-селянської інспекції Закавказької РФСР; заступник голови Ради народних комісарів Закавказької РФСР.
У травні 1930 — листопаді 1931 року — голова Уральської обласної контрольної комісії ВКП(б) — робітничо-селянської інспекції в Свердловську.
У листопаді 1931 — лютому 1934 року — член колегії Народного комісаріату робітничо-селянської інспекції СРСР, керівник групи легкої промисловості, керівник групи товарів широкого вжитку Центральної контрольної комісії ВКП(б).
У лютому 1934 — жовтні 1935 року — керівник групи адміністративних установ Комісії радянського контролю при РНК СРСР. У жовтні 1935 — червні 1937 року — член Бюро, керівник групи організаційних питань Комісії радянського контролю при РНК СРСР.
27 червня 1937 року заарештований органами НКВС. Засуджений Воєнною колегією Верховного суду СРСР 29 жовтня 1937 року до страти, розстріляний наступного дня. Похований на Донському цвинтарі Москви.
22 лютого 1956 року посмертно реабілітований.